# Encore un dernier baiser
Albums de Niagara
Quel enfer !
(1988)
Singles
1. Tchiki Boum
Sortie : 1985
2. L'Amour à la plage
Sortie : 1986
3. Je dois m'en aller
Sortie : 1986
4. Quand la ville dort
Sortie : 1987

Encore un dernier baiser est le premier album studio du groupe Niagara, sorti en 1986.

## Liste des pistes
| No  | Titre                             | Auteur                          | Producteur(s)                  | Durée |
| --- | --------------------------------- | ------------------------------- | ------------------------------ | ----- |
| 1.  | Tu sais bien ce dont j'ai envie   | Daniel Chenevez                 | Daniel Chenevez                | 3:35  |
| 2.  | Encore un dernier baiser          | Daniel Chenevez                 | Daniel Chenevez                | 4:09  |
| 3.  | Je dois m'en aller                | Daniel Chenevez                 | Daniel Chenevez                | 3:25  |
| 4.  | Interdit aux moins de seize ans   | Daniel Chenevez                 | Daniel Chenevez                | 3:19  |
| 5.  | Tchiki Boum                       | Muriel Laporte                  | Daniel Chenevez, Daniel Pabœuf | 3:33  |
| 6.  | Dans la peau                      | Daniel Chenevez                 | Daniel Chenevez                | 4:08  |
| 7.  | Acide Winy                        | Daniel Chenevez                 | Daniel Chenevez                | 3:15  |
| 8.  | Quand la ville dort               | Daniel Chenevez, Muriel Laporte | Daniel Chenevez                | 3:48  |
| 9.  | Torpédo                           | Muriel Laporte                  | Daniel Chenevez, Daniel Pabœuf | 3:19  |
| 10. | L'Amour à la plage                | Muriel Laporte                  | Daniel Chenevez, Daniel Pabœuf | 3:29  |
| 11. | Les amants (bonus CD et cassette) | Muriel Laporte                  | Daniel Chenevez, Daniel Pabœuf | 2:38  |

## Crédits
- Erwin Autrique - ingénieur son
- Dominique Blanc-Francard - mixage
- Gilles Cappé - photographie
- Vincent Chambraud - ingénieur son & mixage (Tchiki Boum & Torpédo)
- Daniel Chenevez - arrangements, chœurs, claviers, percussion, programmation
- Étienne Daho - chœurs (Tchiki Boum)[1].
- Djoum - ingénieur son (L'Amour à la plage & Les amants)
- Gilles Esnault - percussion
- Thierry Gaster - guitare (Encore un dernier baiser, Je dois m'en aller, Quand la ville dort)
- Christian Le Chevretel - trompette
- Hervé Marignac - assistant mixage
- Frank Michiels - percussion
- Muriel Moreno - chanteuse
- Daniel Paboeuf - arrangements (Tchiki Boum, Torpédo, L'Amour à la plage & Les amants), chœurs, saxophone
- Pascale Potrel - assistante mixage
- José Tamarin - guitare (Tchiki Boum, Torpédo, L'Amour à la plage & Les amants)

Mixé au Studio du Palais des Congrès et au Studio Plus XXX, Paris

Tchiki Boum et Torpédo enregistrés et mixés au Studio Meredith